# Jadralno zmajarstvo
Jadrálno zmájarstvo se šteje med zračne športe. Upošteva se ga kot rekreacijski ali tekmovalni šport. Pri tem športu gre za letenje s pomočjo termike (zračnih sil), kar pomeni, da se, za razliko od letala, ne potrebuje motorja ali kakršnega koli drugega pogona. Vendar pa se lahko leti tudi s pomočjo motorja. To se imenuje motorno zmajarstvo.  Poleteti z zmajem je mogoče s hriba, prav tako pa se lahko leti s tal, s pomočjo vrvice, katera je priklopljena na vozilo (vitla). Želja po letenju se je pri ljudeh pojavila že zelo hitro. Začeli so izdelovat prve zmaje. Sama sestava se je spreminjala.

## Zgodovina zmajarstva
Ob opazovanju ptic so ljudje dobili željo po letenju, prav tako pa so bili ptiči edini učitelji, ki so jim bili v pomoč. Izdelovali so prve zmaje, kateri so bili iz različnih materialov. Ker njihovo znanje ni bilo dovršeno so se posledično zgodile številne nesreče. Eden izmed začetnikov takšnega preizkusa letenja je bil Otto Lilienthal. Lilienthal je izdelal oziroma skonstruiral jadralno letalno napravo, ki je bila na videz podobna netopirjevim krilom. Take vrste zmaja so lahko vodili s pomočjo premikanja lastnega telesa v visečem položaju. Lilienthal je na podlagi svojih lastnih izkušenj o letenju napisal knjigo z naslovom Letenje ptice kot osnova umetnosti letenja. Opravil je več kot 2000 poletov. Vendar kot prvi zmajar in prvi izdelovalec zmaja ni bil dovolj poučen o tehniki in konstrukciji letenja, zato je zaradi sunka vetra leta 1896 strmoglavil in umrl.
Kasneje so izdelali zmaja, ki je kazal oblike deltaplanov prve generacije. Prvi ga je leta 1948 izdelal Wanner. Vendar pa ime tega iznajditelja več ni omenjeno, saj za glavnega iznajditelja velja Francis Rogallo. Istega leta kot Wanner je Rogallo zaprosil za patent krila. Rojstvo Rogallovega krila pomeni rojstvo zmaja. NASA se je zanimala za novost, ki je omogočala letenje pri zelo majhnih hitrostih in jo je oblikovala velika stabilnost, ter je lahko prenesla velike obremenitve.
Kalifornijec Dick Miller je po jadralnih letalih želel skonstruirati nekaj »novega«. Leta 1964 je izdelal bambusovega »metulja«, prototip deltaplana, ki je bil sestavljen iz bambusovih palic, polietilenske folije in lepilnega traku. Metulj se je izkazal za neuspešnega. 16. januarja 1966 v Dockweller State Parku je Miller naredil nekaj novega. Uporabil je nove materiale. Sestavil je Conduit Condorja z aluminijastim ogrodjem in potem še Bad Gliderja. V Evropi je največ za seznanitev z zmaji storil ameriški vojak Mike Harker. Leta 1972 je poletel z vrha planine Zugspitze (2963 m). Leta 1974 je Etienne Rithner pri svojem tisočem poletu uspel pristati na določeno točko in leto kasneje je Sepp Himberger v avstrijskem Kossenu organiziral prvo neuradno svetovno prvenstvo v letenju z zmaji.

## Sestavljenost zmaja

### Material
Za material zmaja se uporablja samo visokokakovostni material, ki je namenjen samo za letenje.
| sestav zmaja                | material                              |
| --------------------------- | ------------------------------------- |
| brezšivne cevi              | prožna aluminijasta legura            |
| stranske cevi               | aluminij                              |
| cevi trikotnika in jamborja | mehkejši aluminij                     |
| jeklene vrvi                | jeklo, vrvi ovite s plastičnim ovojem |
| vijaki                      | jeklo                                 |

Uporabljajo se še matice, ki vsebujejo samovarovalo.

### Krilo
Zmajevo krilo se preračunava glede na zmajarjevo težo približno 14 do 18 kvadratnih metrov projicirane jadrne površine. Material krila je iz tkanin iz umetnih vlaken(dakron). Teža takega krila je 110 do 160g/m^2. Nekateri starejši zmaji so bili narejeni iz najlona, kar je naredilo zmaja lažjega. Krilo je sešito z dvojnim cik-cak šivom, saj tako ostane spoj elastičen. 

### Instrumenti
Med instrumente spadajo: 
- variometer
- višinomer
- radio
- kompas

### Ostala oprema
Med ostalo opremo se šteje:  
- čelado
- rokavice
- visoke škornje, da ima noga boljšo oporo
- topla oblačila
- gurtna

## Tehnika letenja z zmaji

### Vzlet
Pred vsakim pravim prvim vzletom je potrebno opraviti nekaj vaj na ravni površini. Prvo se z zmajem teče po ravnini, da zmajar dobi občutek nad težo zmaja, vpadnim kotom,ki mora biti 20 stopinj glede na smer zračnega toka in uravnoteženostjo kril. 
 Ko zmajar osvoji zahtevano znanje, se lahko kot drugo spusti po majhni strmini. 
Vsak zmajar mora biti pri višinskem vzletu psihično in fizično dobro pripravljen. Pred samim vzletom mora biti pozornost usmerjena na nič drugega kot samo na priprave na vzlet. Vzletna točka je zadnji kvadratni meter terena. Na vzletno točko mora zmajar priti vedno pripet! Ko je zmajar na vzletni točki pripravljen na vzlet, popravi krila, kljun zmaja na 20 stopinj in začne teči. Uspešno opravljen vzlet je takrat,ko so pravilno izvedena predhodna navedena navodila.

### Jadranje
Jadranje ni isto kot športno jadranje. Pomeni lovljenje termičnih stebrov. Pri jadranju pa veljajo naslednja pravila med zmajarji:
- pri križanju ima desni prednost pred levim
- kadar se dva zmaja srečata na isti višini, se vsak umakne v svojo desno
- zmajar, ki ima pobočje na svoji desni strani, ima prednost; zmajar, ki pa ima pobočje na levi strani, se mora pri srečanju z drugim zmajarjem, ki mu leti nasproti, umakniti v desno;
- kadar zmajarji krožijo izven območja, kjer se običajno jadra ob pobočju v obliki osmice, morajo paziti, da ne ogrozijo sebe in drugih zmajarjev;
- tisti zmajar, ki je prvi zaokrožil v dvigajočem se zraku, določi smer kroženja, drugi se morajo ravnati po njem;
- prehitevati se sme po desni strani-zmajar, ki ga prehitevajo, ima v času manevra prehitevanja prednost;
- leteti nad ali pod drugim zmajem na razdalji, manjši kot 50 metrov, ni dovoljeno; [3]

### Pristanek
Stara letalska resnica pravi:"Vsi pridejo dol." Vprašanje je samo, kako? 
Dobra tehnika pristajanja pomeni nepoškodovanega zmajarja in zmaja. Pri samem pristajanju je pomemben tok vetra in izbrana točka pristanka. Pristajamo vedno proti vetru, v nasprotnem primeru dobimo prevelike hitrosti in pristajanje ni tako zelo uspešno. Ko smo že dovolj blizu talni površini se primemo za zgornji del trikotnika. Meter nad tlemi odrinemo trikotnik vstran od sebe. Hitrost zmaja se posledično zmanjša. Večji vpadni kot uniči vzgon in horizontalno hitrost.

## Najbolj priljubljena vzletišča po Sloveniji
Po Sloveniji obstaja več kot 200 vzletišč. Nekatera vzletišča so bolj urejena od drugih. Zmajarji obiskujejo predvsem tiste kjer imajo veliko prostora za vzlet. Med taka vzletišča se uvršča Lijak, Stol (1673 m), Kobala pri Tolminu, Kovk nad Ajdovščino, Kriška Gora.

### Vzletišče Lijak
Lijak spada med eno najbolj priljubljenih letalnih področij v Sloveniji. Posebej zaželen je v času od jeseni do pomladi, ko je na drugih vzletiščih malo sonca. Takrat se na Lijaku najde dovolj termike za prijetno jadranje. Najboljši pogoji za letenje so, kadar piha šibak splošni JZ veter. Včasih je letenje možno tudi, kadar višje v Vipavski dolini piha šibka burja. Letenje v teh pogojih je krajevno omejeno in primerno le za zelo izkušene pilote, nikakor za začetnike! Lijak je zelo veliko vzletišče, lepo vzdrževano in urejeno. Sredi gozda na ostrem robu Trnovske planote se nahaja jasa.
| ime                   | Vzletišče Lijak  |
| --------------------- | ---------------- |
| višina                | 591 m            |
| koordinate (lat,lon)  | 45.9636, 13.7236 |
| težavnost             | šolski teren     |
| dostop z avtom        | da               |
| zahtevnost vzleta     | lahko            |
| zahtevnost letenja    | lahko            |
| primerno za začetnike | da               |
| primeren veter        | JV, J, JZ        |
| več informacij        | [ 5 ]            |

### Vzletišče Stol (1673m)
Stol je raj za jadralne padalce, postavljen pred kuliso visokih vrhov Julijskih Alp. Njegov več kot 20 km dolg razgledni greben nudi izjemne možnosti za dolge prelete in velika tekmovanja. Kot najvišje vzletišče v Posočju je Stol velikokrat edini nad inverzno plastjo ozračja, kar omogoča termično jadranje. Ob splošnem JZ vetru in termični dejavnosti se veter običajno v kratkem času močno okrepi.
| \| ime \| Vzletišče Stol (1673m) \| \| --------------------- \| ------------------------------ \| \| višina \| 1405 m \| \| koordinate (lat,lon) \| 46.2727 13.4732 \| \| težavnost \| šolski teren \| \| dostop z avtom \| da \| \| zahtevnost vzleta \| lahko \| \| zahtevnost letenja \| srednje do zahtevno (preleti). \| \| primerno za začetnike \| da, a le v blagih pogojih. \| \| primeren veter \| JV, J, JZ, V, Z \| |                                |
| ime | Vzletišče Stol (1673m)         |
| višina | 1405 m                         |
| koordinate (lat,lon) | 46.2727 13.4732                |
| težavnost | šolski teren                   |
| dostop z avtom | da                             |
| zahtevnost vzleta | lahko                          |
| zahtevnost letenja | srednje do zahtevno (preleti). |
| primerno za začetnike | da, a le v blagih pogojih.     |
| primeren veter | JV, J, JZ, V, Z                |

### Vzletišče Kobala pri Tolminu
Kobala je priljubljeno vzletišče jadralnih padalcev in jadralnih zmajarjev. Je odlično izhodišče za dolge prelete ob južnih grebenih Julijskih Alp in znano tekmovalno prizorišče. Najboljši pogoji za dolge prelete so, kadar piha zelo šibak splošni S ali V veter. Običajno prevladuje zahodnik, ki je primernejši za krajevno jadranje. Vzletišče je zelo veliko, lepo urejeno s travnikom na kopastem vrhu sicer z gozdom porasle Kobale. Glede na veter sta na izbiro dve smeri vzleta.
| \| ime \| Vzletišče Kobala pri Tolminu \| \| --------------------- \| ---------------------------- \| \| višina \| 1068m \| \| koordinate (lat,lon) \| 46.1806 13.7791 \| \| težavnost \| šolski teren \| \| dostop z avtom \| da \| \| zahtevnost vzleta \| srednje \| \| zahtevnost letenja \| srednje \| \| primerno za začetnike \| da, a le v blagih pogojih. \| \| primeren veter \| JV, J, JZ \| |                              |
| ime | Vzletišče Kobala pri Tolminu |
| višina | 1068m                        |
| koordinate (lat,lon) | 46.1806 13.7791              |
| težavnost | šolski teren                 |
| dostop z avtom | da                           |
| zahtevnost vzleta | srednje                      |
| zahtevnost letenja | srednje                      |
| primerno za začetnike | da, a le v blagih pogojih.   |
| primeren veter | JV, J, JZ                    |